# Scott Hall
Scott Oliver Hall (Chuluota (Florida), 20 oktober 1958 – Marietta (Georgia), 14 maart 2022), beter bekend als Razor Ramon, was een Amerikaans professioneel worstelaar. Hij was het meest bekend door zijn tijd bij de World Wrestling Entertainment en World Championship Wrestling (WCW). Hall werd samen met Hulk Hogan en Kevin Nash bekend als de New World Order (nWo).
Hall is een tweevoudig wereldkampioen en was tussen 1995 en 1999 recordhouder van het WWF Intercontinental Heavyweight Championship met vier zeges. Hij kwam tijdens zijn actieve loopbaan onder meer uit voor Total Nonstop Action Wrestling (TNA), World Championship Wrestling (WCW), Extreme Championship Wrestling (ECW) en World Wrestling Federation (WWF). Voor deze laatste promotie worstelde Hall tussen 1992 en 1996 onder de ringnaam Razor Ramon en verkreeg hij een mainstreambekendheid. Zijn ladder match tegen Shawn Michaels - met als inzet het WWF Intercontinental Heavyweight Championship - op WrestleMania X (1994) werd dat jaar bekroond met de award PWI Match of the Year. Met Kevin Nash als partner won Hall zes keer het WCW Tag Team Championship. In 2014 nam WWE hem op in zijn Hall of Fame.

## Carrière

### Beginjaren (1984-1992)

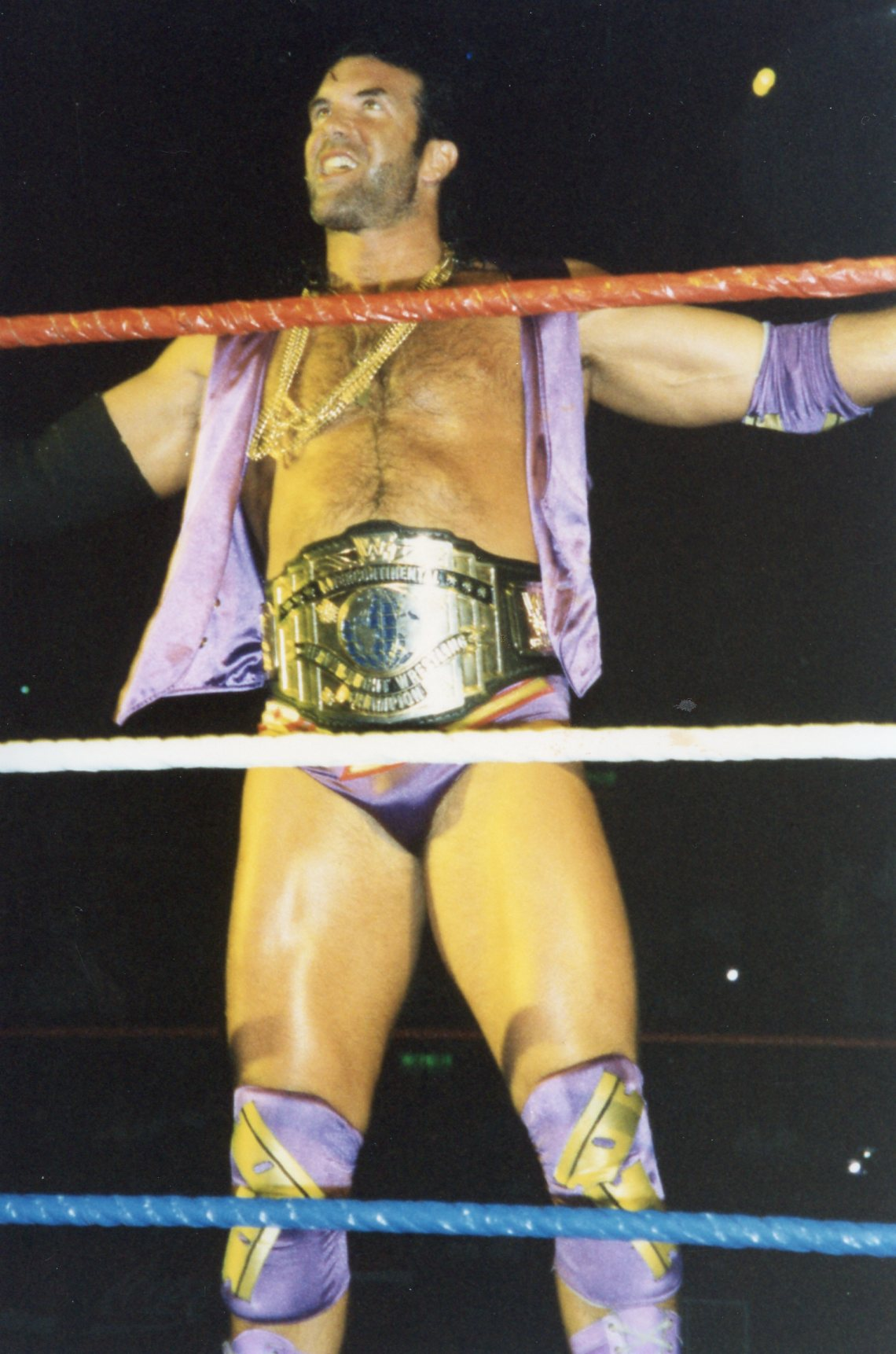
Hall als Razor Ramon in 1994, met het WWF Intercontinental Heavyweight Championship

Scott Hall begon zijn carrière in 1984 en worstelde een jaar voor de National Wrestling Alliance (NWA). Daar ontmoette hij Dusty Rhodes, die Hall onder zijn vleugels nam. Hall werd opgeleid door Irwin R. Schyster en Al Snow. Op verzoek van Rhodes vormde hij een tag team met Dan Spivey. Met Spivey verloor Hall een wedstrijd van Marty Jannetty en Bob Brown om het NWA Tag Team Championship.
In 1985 vertrok hij naar de American Wrestling Association (AWA), waar hij vier jaar zou blijven. Hall slaagde er dit keer wel in het lokale AWA Tag Team Championship te winnen, aan de zijde van zijn vriend "Mr. Perfect" Curt Hennig. Hall en Hennig klopten Jimmy Garvin en Steve Regal. Hij bedankte Hennig later voor het lanceren van zijn carrière. Hall betrachtte ook het AWA World Heavyweight Championship, maar verloor mede van Rick Martel.
Na vier jaar AWA besloot Hall terug te keren naar NWA, maar zijn tweede periode was geen lang leven beschoren. Hij beproefde daarna zijn geluk in het onafhankelijke circuit, doorgaans bij worstelpromoties die over minder financiële mogelijkheden beschikten dan zijn vorige werkgevers. Zo worstelde Hall tussen 1990 en 1991 voor de promoties World Wrestling Council (WWC) en Catch Wrestling Association (CWA). In 1991 verkaste hij naar de vooraanstaande promotie World Championship Wrestling (WCW), waar hij actief was als Diamond Studd. Zijn eerste termijn in de WCW bleek echter geen succes. Hij won geen kampioenschap en mocht een jaar later andere oorden opzoeken.

### World Wrestling Federation (WWF) (1992-1996)

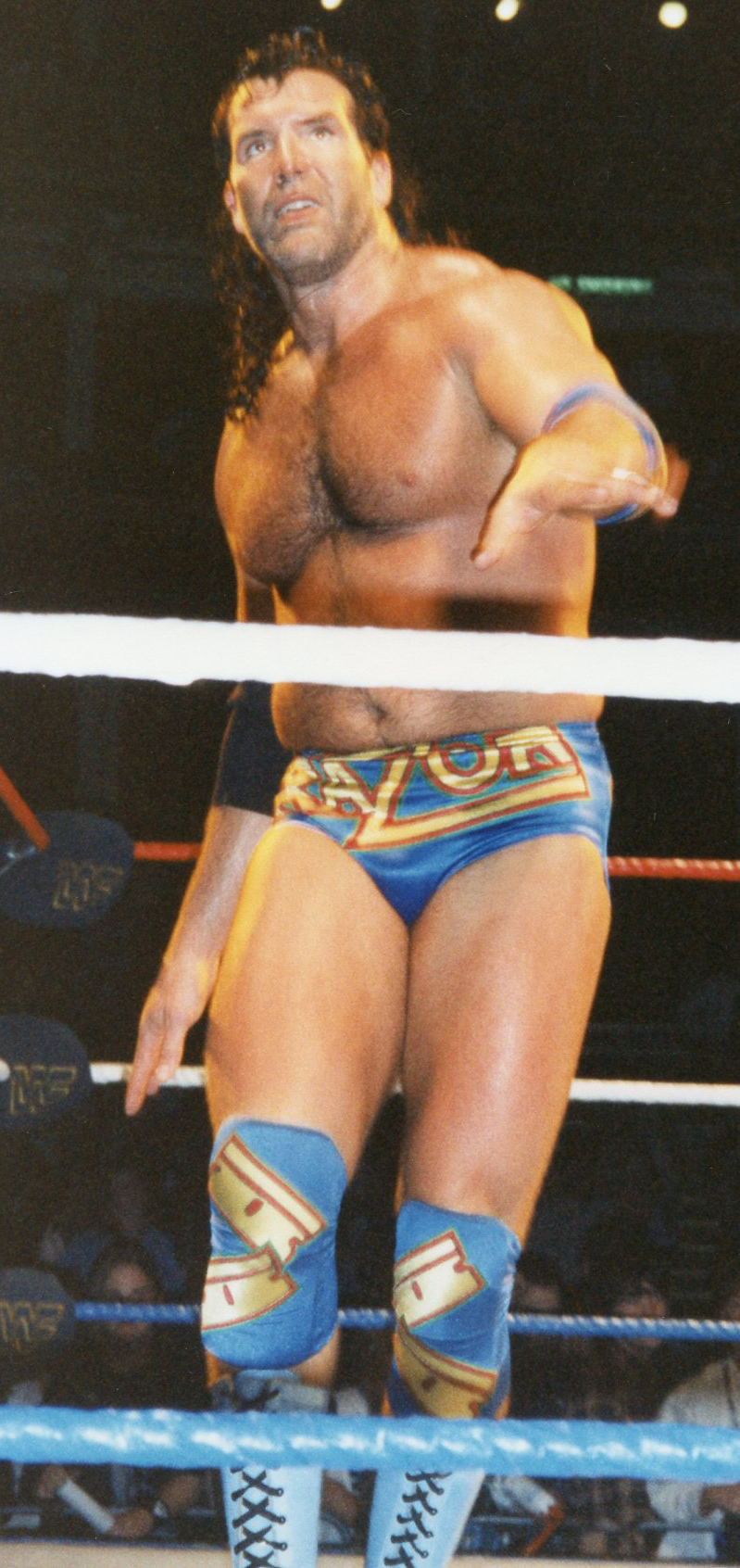
Hall als Razor Ramon in 1995

Hall tekende in mei 1992 een contract bij de World Wrestling Federation (WWF), een maand na zijn aftocht bij de WCW. Hij creëerde het Cubaanse personage Razor Ramon, een kruising tussen de trotse Tony Montana en de ijdele Manny Ribera uit de gangsterfilm Scarface (1983). Een bekende catchphrase van Razor Ramon was Say hello to The Bad Guy!, een rechtstreekse overname van Tony's zin uit de beroemde restaurantscène en een verwijzing naar Tony's quote Say hello to my little friend! uit de film. Hij sprak tevens met een Cubaans accent. Als Razor Ramon metamorfoseerde hij tot de populairste heel (slechterik) die op dat ogenblik actief was in de WWF. Het vaak pretentieuze gedrag dat Razor Ramon te berde bracht werd steevast op boegeroep onthaald. Hij recreëerde scènes uit Scarface, zoals rondrijden in een cabriolet met een tijgerontwerp als interieur.
Razor Ramon won vier keer het WWF Intercontinental Heavyweight Championship. Zijn eerste titel dateert van 1993. Hall versloeg Rick Martel in een battle royale met 19 andere worstelaars. Deze overwinning resulteerde in gekijf met Shawn Michaels inzake het kampioenschap. Hun ruzie kende zijn hoogtepunt op WrestleMania X (1994). Razor Ramon troefde er Michaels af na een meeslepende ladder match. De wedstrijd kreeg later een beoordeling van vijf sterren, uitgereikt door het magazine Wrestling Observer Newsletter. Begin 1995 werd de wedstrijd verkozen tot Match of the Year door het magazine Pro Wrestling Illustrated (PWI). Razor Ramon verloor het Intercontinental Championship aan "Diesel" Kevin Nash, maar heroverde de titelriem op SummerSlam (1994). Het derde kampioenschap kwam er tijdens een liveshow in 1995, waarin Hall de maat nam van Jeff Jarrett. Eerder had Razor Ramon het Intercontinental Championship op controversiële wijze verspeeld aan Jarrett tijdens Royal Rumble (1995). Hall bemachtigde zijn vierde en laatste Intercontinental Championship mits een overwinning tegen Shane Douglas bij de pay-per-view In Your House 4: Great White North. Hij poogde later nog het WWF Tag Team Championship te winnen, maar verloor met Savio Vega van Owen Hart en Yokozuna.
In het voorjaar van 1996 uitte Hall een eerste keer zijn ongenoegen en mijmerde over een terugkeer naar de WCW. Hall voegde zich evenals Hunter Hearst Helmsley bij het clubje van Sean Waltman, Shawn Michaels en "Diesel" Kevin Nash. Zij werden samen 'The Kliq' genoemd. De fans hadden echter geen kennis van hun vriendschap, waardoor het tot een berucht incident kwam in Madison Square Garden. Na afloop van een wedstrijd tussen kayfabe-rivalen Michaels en Nash kwamen Hall, Waltman en Helmsley naar de ring en omhelsden Michaels en Nash. De vier negeerden op die manier de verhaallijn. Het vertrek van zowel Hall als Nash lag aan de basis van het schouwspel. Enkele weken later was de terugkeer van Hall een feit. Nash volgde Hall naar de WCW. Men verweet Hall voor het geld te worstelen, maar hij heeft dat altijd ontkend. Hall beweerde dat hij in de WCW recht had op meer vakantiedagen, dit in tegenstelling tot de WWF.

### World Championship Wrestling (1996-2000)
Bij zijn terugkeer naar de WCW kondigde Hall aan dat hij radicaal het landschap binnen de WCW zou veranderen. Kevin Nash deelde zijn mening en sloot zich bij Hall aan. Hij borg tevens de ringnaam Razor Ramon op en koos opnieuw voor zijn geboortenaam. Tijdens het evenement Bash at the Beach (1996) waren Hall en Nash voorzien in een tag-teamwedstrijd met Sting, Randy Savage en Lex Luger, maar ze hadden een derde partner nodig. Dit zou uiteindelijk Hulk Hogan worden, wat meteen de aanleiding was voor het ontstaan van hun groep New World Order (nWo). Deze groep infiltreerde in geen tijd de WCW en rekruteerde worstelaars als Sean Waltman (Syxx) en Paul Wight (The Giant). Hall en Nash werkten als duo samen onder de naam "The Outsiders". Ze wonnen in totaal zes keer het WCW Tag Team Championship.
Hij was later betrokken bij een lange verhaallijn met Bill Goldberg, maar verzuimde het WCW United States Championship van Goldberg over te nemen. Hall kroonde zich in 1999 evenwel tot WCW United States Champion. Hij versloeg "Rowdy" Roddy Piper. Hall boekte al snel een nieuwe belangrijke zege toen hij Rick Steiner klopte voor het WCW World Television Championship, waarna hij diezelfde avond zowel het United States Championship als het World Television Championship succesvol verdedigde tegen Booker T. Daarna werd hij geveld door een knieblessure. Toen Hall volledig hersteld was behaalde hij met Nash voor de zesde keer het WCW Tag Team Championship - een wedstrijd tegen Bret Hart en Goldberg. Hall worstelde zijn laatste wedstrijd voor de WCW op SuperBrawl (2000). Dit betrof een wedstrijd om het WCW World Heavyweight Championship. Hall werd verslagen door Sid Vicious en Jeff Jarrett. Hij was nadien kort actief in de Extreme Championship Wrestling en New Japan Pro Wrestling, van 2000 tot 2002.

### Terugkeer naar de WWF (2002)
Zes jaar na zijn tumultueus vertrek keerde Hall terug naar de WWF. Hij was aanwezig bij de reünie van New World Order (nWo), naast Hulk Hogan en Kevin Nash. Hij kwam in aanvaring met Stone Cold Steve Austin, wat resulteerde in een wedstrijd op WrestleMania X8 (2002). Austin won de wedstrijd ondanks hulp van Nash. Samen met zijn vrienden van de nWo versloeg hij Austin en The Rock in een handicap match tijdens een aflevering van het programma SmackDown. Met de nWo vormde Hall kort een alliantie met The Undertaker. Hall verliet de WWF alweer na de pay-per-view Insurrextion (2002). Hij stapte over naar Total Nonstop Action Wrestling (TNA).

### Total Nonstop Action Wrestling & einde carrière (2002-2010)
Hall sloot een overeenkomst met Total Nonstop Action Wrestling (TNA), maar was tussen 2007 en 2009 ook nog even actief in het onafhankelijk circuit. Hij kwam uit voor de promoties World Wrestling Council (WWC) - waar hij voorheen reeds had geworsteld - en Juggalo Championship Wrestling (JCW). Voor TNA won Hall een keer het TNA World Tag Team Championship aan de zijde van zijn goede vriend Kevin Nash. Hall en Nash wonnen finaal zeven kampioenschappen als tag team. Hun roemruchte groep nWo keerde evenzeer terug, maar ditmaal als "The Band" om een auteursrechtelijk geschil met de World Wrestling Entertainment (WWE) te vermijden.
Hall werd op 14 mei 2010 ontslagen omwille van privéproblemen. Hij kwam in aanraking met het gerecht wegens alcoholmisbruik.

## In worstelen
- Afwerking bewegingen
  - Hall Buster
  - Outsider's Edge (WCW) / Razor's Edge (WWF) / Diamond Death Drop (WCW)

- Kenmerkende bewegingen
  - Torture Rack
  - Bearhug
  - Abdominal stretch
  - Belly to back suplex
  - Chokeslam
  - Corner clothesline
  - Diving bulldog
  - Fallaway slam
  - Neckbreaker
  - Sleeper hold
  - Spike piledriver
  - Wrist-lock followed by multiple shoulder blocks

- Managers
  - Diamond Dallas Page
  - Louie Spicolli
  - Dusty Rhodes
  - Vincent
  - April Hunter
  - Syxx
  - Kevin Nash
  - Rico Casanova

- Bijnamen
  - "Texas Scott"
  - "Space Coyote"
  - "Big"
  - "The Bad Guy"
  - "The Cowboy"
  - "The Gator"
  - "Mr. Last Call"
  - "Magnum"
  - "The Swaggering Cuban"
  - "The Cuban Assassin"
  - "The Cool Kid"
  - "The Lone Wolf"
  - "Medium Sexy"

## Prestaties
- American Wrestling Association
  - AWA World Tag Team Championship (1 keer) – met Curt Hennig
- DDT Pro-Wrestling
  - Ironman Heavymetalweight Championship (1 keer)
- Pro Wrestling Illustrated
  - Match of the Year (1994) vs. Shawn Michaels in een ladder match bij WrestleMania X
  - Most Improved Wrestler of the Year (1992)
  - Tag Team of the Year (1997) met Kevin Nash
  - Gerangschikt op nummer 7 van de 500 singles worstelaars in de PWI 500 in 1994
  - Gerangschikt op nummer 72 van de top 500 singles worstelaars in de PWI Years in 2003
  - Gerangschikt op nummer 40 nummer 98 van de 100 tag teams in de PWI Years met Kevin Nash en Curt Hennig in 2003
- Total Nonstop Action Wrestling
  - TNA World Tag Team Championship (1 keer) – met Kevin Nash en Eric Young
- United States Wrestling Association
  - USWA Unified World Heavyweight Championship (1 keer)
- World Championship Wrestling
  - WCW World Television Championship (1 keer)
  - WCW United States Heavyweight Championship (2 keer)
  - WCW World Tag Team Championship (7 keer) – met Kevin Nash (6) en The Giant (1)
  - World War 3 (1997)
- World Wrestling Council
  - WWC Caribbean Heavyweight Championship (1 keer)
  - WWC Universal Heavyweight Championship (1 keer)
- World Wrestling Entertainment
  - WWF Intercontinental Championship (4 keer)
  - WWE Hall of Fame (2 keer)
    - Class of 2014 – Individueel (als Razor Ramon)
    - Class of 2020 – als lid van de New World Order (nWo) (onder zijn echte naam)

  - Slammy Award (2 keer)
    - Most Spectacular Match (1994) vs. Shawn Michaels in een ladder match bij WrestleMania X
    - Match of the Year (1996) vs. Shawn Michaels at SummerSlam
- Wrestling Observer Newsletter
  - Match of the Year (1994) vs. Shawn Michaels in een ladder match bij WrestleMania X
  - Best Gimmick (1996) als lid van de New World Order
  - Most Disgusting Promotional Tactic (1998)

## Overlijden
In maart 2022 werd Hall opgenomen in het ziekenhuis nadat hij was gevallen en zijn heup had gebroken. Door de operatie aan zijn heup kwam een bloedstolsel vrij, waardoor hij op 12 maart drie hartaanvallen kreeg. Hij werd aan de beademing geplaatst in het Wellstar Kennestone Hospital in Marietta, Georgia. Hall werd op 14 maart van de beademing gehaald en overleed die dag op 63-jarige leeftijd.